# In pectore
In pectore (latinescul "în piept") este un termen folosit de Biserica Catolică pentru a defini posibilitatea ca papa să aleagă cardinali secreți, al căror nume nu este dezvăluit și a căror identitate este cunoscută doar de papă și de către Dumnezeu. Cardinalii numiți in pectore nu este obligatoriu să știe că au fost numiți. 
Papii pot alege ca identitatea cardinalilor să fie menținută secretă din mai multe motive:
- Păstrarea siguranței persoanei alese, atunci când trăiesc în regimuri ostile catolicismului sau religiei în general.
- Siguranța comunității, cînd există temerea că o astfel de nominalizare publică să sporească posibile atitudini de discriminare sau ostilitate îndreptate împotriva creștinilor în general sau a catolicilor în mod special.

Episcopul Iuliu Hossu a fost numit cardinal in pectore la 28 aprilie 1969 de către papa Paul al VI-lea pentru că datorită regimului din acea vreme o astfel de titulatură i-ar fi făcut rău. Papa a dezvăluit faptul că a fost creat cardinal la scurt timp după decesul său la 5 martie 1973.